# Castel Castagna
Castel Castagna este o comună din provincia Teramo, regiunea Abruzzo, Italia.
Populația comunei este de 540 de locuitori (1 ianuarie 2007).

## Demografie
Castel Castagna - evoluția demografică

|  | Graficele sunt indisponibile din cauza unor probleme tehnice. Mai multe informații se găsesc la Phabricator și la wiki-ul MediaWiki. |

Date: Recensăminte sau birourile de statistică - grafică realizată de Wikipedia